# Petraeomyrtus
Petraeomyrtus é um género monotípico de arbustos, pertencente à família Myrtaceae. Sua única espécie: Petraeomyrtus punicea (Byrnes) Craven, Austral. Syst. Bot. 12: 678 (1999). É originário do Território do Norte na Austrália onde se distribui pela região do Rio Aligátor.

## Sinonímia
- Melaleuca punicea Byrnes, Austrobaileya 2: 74 (1984).
- Regelia punicea (Byrnes) Barlow, Brunonia 9: 95 (1987).[1]